# Centrocercus
Centrocercus Swainson, 1832 è un genere di uccelli della famiglia Phasianidae.

## Tassonomia
Il genere comprende 2 specie:
- Centrocercus minimus Young, Braun, Oyler-McCance, Hupp & Quinn, 2000 - gallo della salvia di Gunnison
- Centrocercus urophasianus (Bonaparte, 1827) - gallo della salvia comune